# Кузнецов, Валерий Владимирович
Валерий Владимирович Кузнецов (род. 2 августа 1975, Фрунзе) — киргизский футболист, защитник.

## Биография
Валерий Кузнецов родился 2 августа 1975 года в городе Фрунзе (сейчас Бишкек в Кыргызстане).
Играл в футбол на позиции защитника. Дебютировал в 1992 году в составе бишкекского «Инструментальщика», проведя 2 матча в чемпионате Кыргызстана, мячей не забивал. В 1993 году закрепился в составе, сыграл 20 матчей, забил 3 гола.
В 1994 году выступал за бишкекский «Ротор», сыграл 9 матчей в чемпионате Кыргызстана.
В 1995—2001 годах выступал за бишкекскую «Алгу» / «Алгу-ПВО» / СКА-ПВО. В сезоне-95 провёл только 1 матч, однако затем стал игроком основной обоймы, сыграв за семь сезонов 107 матчей и забив 2 гола (оба — в чемпионате 1999 года). В составе команды трижды становился серебряным призёром чемпионата Кыргызстана (1997—1999), дважды — чемпионом (2000—2001), пять раз выигрывал Кубок Кыргызстана (1997—2001).
В 2002 году играл в первой лиге чемпионата Казахстана за «Жетысу» из Талдыкоргана, провёл 2 матча, мячей не забивал.

## Достижения
СКА-ПВО
- Чемпион Кыргызстана (2): 2000, 2001.
- Серебряный призёр чемпионата Кыргызстана (3): 1997, 1998, 1999.
- Обладатель Кубка Кыргызстана (5): 1997, 1998, 1999, 2000, 2001.